# Thomas Magnuson
Bernt Thomas Magnuson (ur. 2 lipca 1950 w Motali) – szwedzki biegacz narciarski, trzykrotny medalista mistrzostw świata.

## Kariera
Igrzyska olimpijskie w Sapporo w 1972 roku były pierwszymi i zarazem ostatnimi w jego karierze. W swoim jedynym starcie indywidualnym, w biegu na 30 km zajął 28. miejsce. Ponadto wraz z kolegami z reprezentacji zajął czwarte miejsce w sztafecie 4 × 10 km.
W 1974 roku wystartował na mistrzostwach świata w Falun zdobywając złoty medal w biegu na 30 km. Na tych samych mistrzostwach wywalczył brązowy medal na dystansie 50 km, ulegając jedynie zwycięzcy Gerhardowi Grimmerowi z NRD oraz drugiemu na mecie Stanislavowi Henychowi z Czechosłowacji. Cztery lata później, podczas mistrzostw świata Lahti wspólnie z Christerem Johanssonem, Tommym Limbym i Svenem-Åke Lundbäckiem zwyciężył w sztafecie 4 × 10 km. W 1977 roku Magnuson wygrał bieg na 50 km podczas Holmenkollen ski festival.
Wielokrotnie startował w Pucharze Świata, zajmując między innymi trzecie miejsce w nieoficjalnej klasyfikacji generalnej sezonu 1976/1977.

## Osiągnięcia

### Igrzyska olimpijskie
| Miejsce | Dzień     | Rok  | Miejscowość | Konkurencja             | Czas biegu | Strata   | Zwycięzca            |
| ------- | --------- | ---- | ----------- | ----------------------- | ---------- | -------- | -------------------- |
| 28.     | 4 lutego  | 1972 | Sapporo     | 30 km stylem klasycznym | 1:36:31,15 | +6:54,87 | Wiaczesław Wiedienin |
| 4.      | 13 lutego | 1972 | Sapporo     | Sztafeta 4 × 10 km      | 2:04:47,94 | +2:15,66 | ZSRR                 |

### Mistrzostwa świata
| Miejsce | Dzień     | Rok  | Miejscowość | Konkurencja             | Czas biegu | Strata   | Zwycięzca          |
| ------- | --------- | ---- | ----------- | ----------------------- | ---------- | -------- | ------------------ |
| 1.      | 18 lutego | 1974 | Falun       | 30 km stylem klasycznym | 1:33:41,40 | –        | –                  |
| 3.      | 24 lutego | 1974 | Falun       | 50 km stylem klasycznym | 2:19:45,26 | +2:04,16 | Gerhard Grimmer    |
| 18.     | 19 lutego | 1978 | Lahti       | 30 km stylem klasycznym | 1:33:41,40 | +4:17,62 | Siergiej Sawieljew |
| 1.      | 23 lutego | 1978 | Lahti       | Sztafeta 4 × 10 km      | 2:05:17,63 | –        | –                  |

### Puchar Świata
W sezonach 1973/1974 - 1980/1981 Puchar Świata rozgrywany był nieoficjalnie.

#### Miejsca w klasyfikacji generalnej
- sezon 1973/1974: 8.
- sezon 1974/1975: 11.
- sezon 1975/1976: ?.
- sezon 1976/1977: 3.
- sezon 1977/1978: 20.

#### Miejsca na podium
1. Falun – 17 lutego 1974 (15 km) – 1. miejsce
2. Falun – 24 lutego 1974 (50 km) – 3. miejsce
3. Seefeld – 1 lutego 1975 (15 km) – 1. miejsce
4. Davos – 20 grudnia 1975 (30 km) – 1. miejsce
5. Oslo – 10 marca 1977 (15 km) – 2. miejsce
6. Oslo – 12 marca 1977 (50 km) – 1. miejsce